# Дорріс (Каліфорнія)
Дорріс (англ. Dorris) — місто (англ. city) в США, в окрузі Сискію штату Каліфорнія. Населення — 860 осіб (2020).

## Географія
Дорріс розташований за координатами 41°57′54″ пн. ш. 121°55′13″ зх. д. / 41.96500° пн. ш. 121.92028° зх. д. (41.964965, -121.920387).  За даними Бюро перепису населення США в 2010 році місто мало площу 1,86 км², з яких 1,82 км² — суходіл та 0,04 км² — водойми.

## Демографія

### Перепис 2010
Згідно з переписом 2010 року, у місті мешкало 939 осіб у 364 домогосподарствах у складі 241 родини. Густота населення становила 505 осіб/км².  Було 414 помешкання (223/км²).
Расовий склад населення:
| - 81,4 % — білих - 2,0 % — чорних або афроамериканців - 1,9 % — корінних американців - 0,9 % — вихідців з тихоокеанських островів - 0,5 % — азіатів - 8,2 % — осіб інших рас |

До двох чи більше рас належало 5,1 %. Частка іспаномовних становила 21,0 % від усіх жителів.
За віковим діапазоном населення розподілялося таким чином: 25,6 % — особи молодші 18 років, 59,9 % — особи у віці 18—64 років, 14,5 % — особи у віці 65 років та старші. Медіана віку мешканця становила 38,2 року. На 100 осіб жіночої статі у місті припадало 102,4 чоловіків;  на 100 жінок у віці від 18 років та старших — 94,2 чоловіків також старших 18 років.
Середній дохід на одне домашнє господарство  становив 35 224 долари США (медіана — 28 977), а середній дохід на одну сім'ю — 39 472 долари (медіана — 30 982). Медіана доходів становила 32 969 доларів для чоловіків та 31 023 долари для жінок. За межею бідності перебувало 32,3 % осіб, у тому числі 41,0 % дітей у віці до 18 років та 7,6 % осіб у віці 65 років та старших.
Цивільне працевлаштоване населення становило 253 особи. Основні галузі зайнятості: сільське господарство, лісництво, риболовля — 29,2 %, освіта, охорона здоров'я та соціальна допомога — 25,7 %, мистецтво, розваги та відпочинок — 11,1 %, роздрібна торгівля — 8,3 %.

### Перепис 2000
За даними перепису населення 2000 року в Доррісі проживало 886 осіб, 240 сімей, налічувалося 342 домашніх господарств. Середня густота населення становила близько 466 осіб на один квадратний кілометр. Расовий склад Дорріса за даними перепису розподілився таким чином: 82,62% білих, 5,53% — корінних американців, 3,50% — представників змішаних рас. Іспаномовні склали 16,37% від усіх жителів міста.
З 342 домашніх господарств в 32,7% — виховували дітей віком до 18 років, 52,0% представляли собою подружні пари, які спільно проживають, в 14,9% сімей жінки проживали без чоловіків, 29,8% не мали сімей. 27,2% від загального числа сімей на момент перепису жили самостійно, при цьому 13,2% склали самотні літні люди у віці 65 років та старше. Середній розмір домашнього господарства склав 2,59 людини, а середній розмір родини — 3,13 людини.
Населення міста за віковим діапазону за даними переписом 2000 року розподілилося таким чином: 30,6% — жителі молодше 18 років, 7,6% — між 18 і 24 роками, 22,5% — від 25 до 44 років, 23,6% — від 45 до 64 років і 15,8% — у віці 65 років та старше. Середній вік мешканця склав 35 років. На кожні 100 жінок в Доррісі припадало 93,0 чоловіків, при цьому на кожні сто жінок у віці від 18 років та старше припадало 84,7 чоловіків також старше 18 років.
Середній дохід на одне домашнє господарство в місті склав 21 801 доларів США, а середній дохід на одну сім'ю — 24 265 доларів. При цьому чоловіки мали середній дохід в 25 139 доларів США на рік проти 21 250 доларів середньорічного доходу у жінок. Дохід на душу населення в місті склав 11 447 доларів на рік. 17,9% від усього числа сімей в населеному пункті і 19,1% від усієї чисельності населення перебувало на момент перепису населення за межею бідності, при цьому 25,8% з них були молодші 18 років і 3,5% — у віці 65 років та старше.